# Lista över fornlämningar i Gotlands kommun (Linde)
Lista över fornlämningar i Gotlands kommun (Linde) är en förteckning av ett urval av de fornlämningar som finns i Linde i Gotlands kommun.
| Namn                   | Lämningstyp                      | Tillkomsttid | Historisk indelning | Plats | Läge                 | ID-nr          | Bild                                      |
| ---------------------- | -------------------------------- | ------------ | ------------------- | ----- | -------------------- | -------------- | ----------------------------------------- |
| Linde 5:1              | Fornborg                         |              | Linde, Gotland      |       | 57.282973, 18.379579 | 10094600050001 | Ladda upp en bild av detta fornminne      |
| Linde 6:1              | Fornborg                         |              | Linde, Gotland      |       | 57.284390, 18.373332 | 10094600060001 | Ladda upp en bild av detta fornminne      |
| Linde 6:2              | Gravfält                         |              | Linde, Gotland      |       | 57.284390, 18.373332 | 10094600060002 | Ladda upp en bild av detta fornminne      |
| Linde 8:1              | Gravfält                         |              | Linde, Gotland      |       | 57.284845, 18.394375 | 10094600080001 | Ladda upp en bild av detta fornminne      |
| Linde 8:2              | Stensättning                     |              | Linde, Gotland      |       | 57.284595, 18.392059 | 10094600080002 | Ladda upp en bild av detta fornminne      |
| Linde 9:1              | Gravfält                         |              | Linde, Gotland      |       | 57.287972, 18.390441 | 10094600090001 | Ladda upp en bild av detta fornminne      |
| Linde 10:1             | Gravfält                         |              | Linde, Gotland      |       | 57.287153, 18.390009 | 10094600100001 | Ladda upp en bild av detta fornminne      |
| Linde 11:1             | Stensättning                     |              | Linde, Gotland      |       | 57.282631, 18.403177 | 10094600110001 | Ladda upp en bild av detta fornminne      |
| Linde 11:2             | Stensättning                     |              | Linde, Gotland      |       | 57.282704, 18.402773 | 10094600110002 | Ladda upp en bild av detta fornminne      |
| Linde 11:3             | Stensättning                     |              | Linde, Gotland      |       | 57.282628, 18.402578 | 10094600110003 | Ladda upp en bild av detta fornminne      |
| Linde 12:1             | Gravfält                         |              | Linde, Gotland      |       | 57.286265, 18.401714 | 10094600120001 | Ladda upp en bild av detta fornminne      |
| Rojrhagen (Linde 13:1) | Gravfält                         |              | Linde, Gotland      |       | 57.281264, 18.405115 | 10094600130001 | Ladda upp en bild av detta fornminne      |
| Linde 15:1             | Gravfält                         |              | Linde, Gotland      |       | 57.293201, 18.387521 | 10094600150001 | Ladda upp en bild av detta fornminne      |
| Linde 17:1             | Husgrund, förhistorisk/medeltida |              | Linde, Gotland      |       | 57.279255, 18.378805 | 10094600170001 | Ladda upp en till bild av detta fornminne |
| Linde 18:2             | Hällristning                     |              | Linde, Gotland      |       | 57.274355, 18.398333 | 11100000000842 | Ladda upp en bild av detta fornminne      |
| Linde 19:1             | Gravfält                         |              | Linde, Gotland      |       | 57.295220, 18.418975 | 10094600190001 | Ladda upp en bild av detta fornminne      |
| Linde 20:1             | Gravfält                         |              | Linde, Gotland      |       | 57.292501, 18.385336 | 10094600200001 | Ladda upp en bild av detta fornminne      |
| Linde 26:1             | Hällristning                     |              | Linde, Gotland      |       | 57.284956, 18.400951 | 11100000000843 | Ladda upp en bild av detta fornminne      |
| Linde 27:1             | Stensättning                     |              | Linde, Gotland      |       | 57.283584, 18.404679 | 10094600270001 | Ladda upp en bild av detta fornminne      |
| Linde 35:1             | Stensättning                     |              | Linde, Gotland      |       | 57.291411, 18.385915 | 10094600350001 | Ladda upp en bild av detta fornminne      |
| Linde 36:1             | Stensättning                     |              | Linde, Gotland      |       | 57.291707, 18.385361 | 10094600360001 | Ladda upp en bild av detta fornminne      |
| Linde 36:2             | Stensättning                     |              | Linde, Gotland      |       | 57.291832, 18.385305 | 10094600360002 | Ladda upp en bild av detta fornminne      |
| Linde 37:1             | Stensättning                     |              | Linde, Gotland      |       | 57.292627, 18.387656 | 10094600370001 | Ladda upp en bild av detta fornminne      |
| Linde 37:2             | Stensättning                     |              | Linde, Gotland      |       | 57.292389, 18.388033 | 10094600370002 | Ladda upp en bild av detta fornminne      |
| Linde 38:1             | Gravfält                         |              | Linde, Gotland      |       | 57.293807, 18.389232 | 10094600380001 | Ladda upp en bild av detta fornminne      |
| Linde 41:1             | Stensättning                     |              | Linde, Gotland      |       | 57.299206, 18.396040 | 10094600410001 | Ladda upp en bild av detta fornminne      |
| Linde 41:2             | Stensättning                     |              | Linde, Gotland      |       | 57.299152, 18.395726 | 10094600410002 | Ladda upp en bild av detta fornminne      |
| Linde 52:1             | Stensättning                     |              | Linde, Gotland      |       | 57.290891, 18.412440 | 10094600520001 | Ladda upp en bild av detta fornminne      |
| Linde 53:1             | Hällristning                     |              | Linde, Gotland      |       | 57.282139, 18.413245 | 11100000000853 | Ladda upp en bild av detta fornminne      |
| Linde 58:1             | Husgrund, förhistorisk/medeltida |              | Linde, Gotland      |       | 57.278708, 18.411711 | 10094600580001 | Ladda upp en bild av detta fornminne      |
| Linde 58:7             | Hällristning                     |              | Linde, Gotland      |       | 57.278766, 18.413112 | 11100000000854 | Ladda upp en bild av detta fornminne      |
| Linde 80:1             | Hög                              |              | Linde, Gotland      |       | 57.293132, 18.366002 | 10094600800001 | Ladda upp en bild av detta fornminne      |
| Linde 82:1             | Stensättning                     |              | Linde, Gotland      |       | 57.286753, 18.364965 | 10094600820001 | Ladda upp en bild av detta fornminne      |
| Linde 97:1             | Husgrund, förhistorisk/medeltida |              | Linde, Gotland      |       | 57.278515, 18.384245 | 10094600970001 | Ladda upp en bild av detta fornminne      |
| Lojsta 55:1            | Stensättning                     |              | Linde, Gotland      |       | 57.323204, 18.356292 | 10094700550001 | Ladda upp en bild av detta fornminne      |
| Lojsta 56:1            | Stensättning                     |              | Linde, Gotland      |       | 57.325208, 18.355794 | 10094700560001 | Ladda upp en bild av detta fornminne      |
| Lojsta 56:2            | Stensättning                     |              | Linde, Gotland      |       | 57.325125, 18.355655 | 10094700560002 | Ladda upp en bild av detta fornminne      |